# Премия имени Ярослава Мудрого
Премия имени Ярослава Мудрого (укр. Премія імені Ярослава Мудрого) — премия Украины, присуждаемая специалистам в области права, в частности научным работникам, преподавателям, государственным деятелям.

## Учредители премии
Основана в 2001 году Академией правовых наук Украины и Национальной юридической академией имени Ярослава Мудрого.

## Цель присуждения
Цель присуждения — не только отметить выдающиеся достижения в сфере юридической науки, в подготовке юридических кадров, за заслуги в законотворческой, судебной и иной правоприменительной деятельности юристов, но и стимулировать их к активной и плодотворной работе на благо Украины.

## Порядок присуждения
Объявление о проведении конкурса по присуждению премии печатается в юридических изданиях Украины.
Премия присуждается тайным голосованием на заседании Комитета по присуждению Премии имени Ярослава Мудрого, создаваемого из представителей юридической общественности Украины совместным решением Президиума Академии правовых наук Украины и Ученого совета Национальной юридической академии Украины.
Лицо может быть лауреатом в каждой номинации только один раз.

## Выдвижение кандидатов
Выдвижение кандидатов на присуждение Премии производится решениями:
- Комитетов Верховной рады Украины,
- Верховным судом Украины,
- Конституционным судом Украины,
- Высшим хозяйственным судом Украины,
- учеными советами юридических учебных и научных заведений,
- коллегиями Генеральной прокуратуры Украины,
- коллегиями центральных правоприменительных органов.

### Основания для выдвижения кандидатов
- монографии, учебники, учебные пособия, научно-практические комментарии действующего законодательства; юридические энциклопедии;

- циклы научных трудов, опубликованных в профессиональных изданиях;

- подготовка докторов и кандидатов юридических наук;

- выдающиеся личные достижения в служебной и общественной деятельности, в области подготовки юридических кадров, в законотворческой, судебной и правоприменительной деятельности, в развитии демократического правового государства;

- другие выдающиеся достижения и заслуги в развитии демократического правового государства Украина.

## Номинации
1. за выдающиеся достижения в научно-исследовательской деятельности по проблемам правоведения;
2. за выдающиеся заслуги в сфере подготовки юридических кадров;
3. за выдающиеся заслуги в законотворческой, судебной и правоприменительной деятельности;
4. за подготовку и издание учебников для студентов юридических специальностей высших заведений образования.

В конкурсе по первой и четвёртой номинации могут участвовать как одно лицо, так и группа лиц (не более восьми).

## Чествование лиц, которым присуждена премия
1. Лицам (лауреатам), которым присуждена премия, вручаются диплом и памятный нагрудный знак — медаль.
2. Лауреатам премии выдаётся денежное вознаграждение, размер которого определяется ежегодно решением Комитета по присуждению Премии.
3. Чествование лауреатов Премии проводится на совместном заседании Президиума Академии правовых наук Украины и Ученого совета Национальной юридической академии Украины имени Ярослава Мудрого.
4. Фамилии лауреатов премии печатаются в средствах массовой информации.